# Skandisloppet

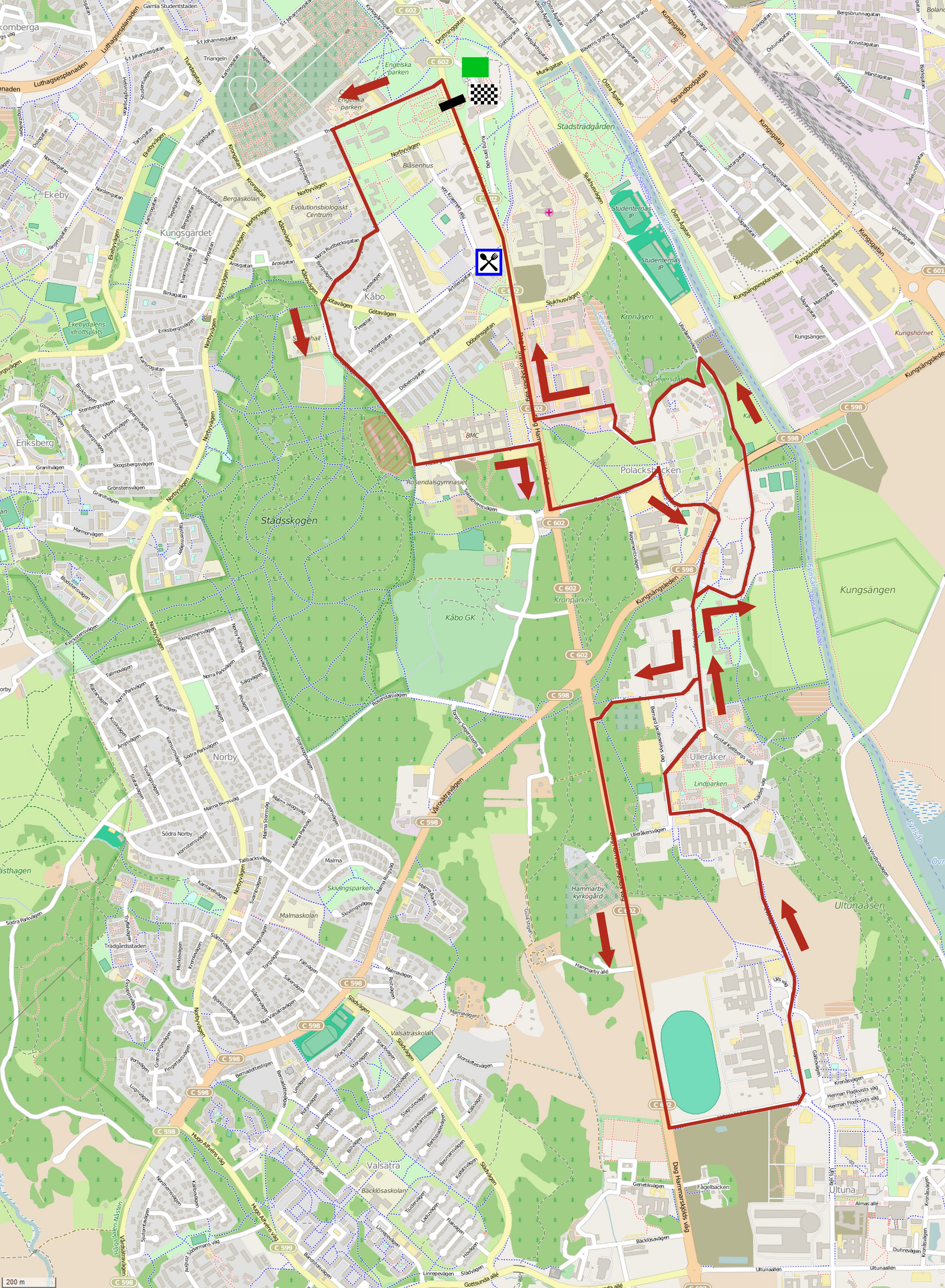
2014.

Skandisloppet i Uppsala är ett av världens äldsta cykellopp, som gått i en följd av år. Loppet är även en av Sveriges äldsta idrottstävlingar, alla kategorier. Det första loppet arrangerades 1909. Tävlingen arrangeras av Upsala CK. Sedan 2008 heter tävlingen Scandinavian Race. När UCI Europe Tour bildades inkluderades loppet i denna och är sedan dess kategoriserat som 1.2..

## Segrare
- 1909 Alex Ekström, SK Iter, Stockholm
- 1910 Arvid Pettersson, Söderbrunns IS, Stockholm
- 1911 Erik Blomgren, Söderbrunns IS, Stockholm
- 1912 Henrik Morén SK Iter, Stockholm
- 1913 Karl Landsberg IFK Örebro
- 1914 Karl Landsberg IFK Örebro
- 1915 Ragnar Malm VIF Diana, Eskilstuna
- 1916 Axel Eriksson CK Uni, Uppsala
- 1917 Ragnar Malm VIF Diana, Eskilstuna
- 1918 Ragnar Malm IF Thor, Uppsala
- 1919 Ragnar Malm IF Thor, Uppsala
- 1920 Harry Stenqvist CK Uni, Uppsala
- 1921 Algot Persson Hammarby IF, Stockholm
- 1922 Ragnar Malm IF Thor, Uppsala
- 1923 Sigge Lundberg IF Thor, Uppsala
- 1924 Ragnar Malm IF Thor, Uppsala
- 1925 Karl Lundberger Hammarby IF, Stockholm
- 1926 Henry Hansen DCR, Danmark
- 1927 Henry Hansen DCR, Danmark
- 1928 Henry Hansen DCR, Danmark
- 1929 Henry Hansen DCR, Danmark
- 1930 Henry Hansen DCR, Danmark
- 1931 Henry Hansen DCR, Danmark
- 1932 Martin Lundin CK Uni, Uppsala
- 1933 Bernhard Britz IFK Enskede, Stockholm
- 1934 Sven Thor SK Fyrishof, Uppsala
- 1935 Berndt Carlsson Hammarby IF, Stockholm
- 1936 Ingvar Ericsson Hammarby IF, Stockholm
- 1937 Martin Lundin CK Uni, Uppsala
- 1938 Ingvar Ericsson Hammarby IF, Stockholm
- 1939 Harry Jansson SK Fyrishof, Uppsala
- 1940 Sven "Svängis" Johansson Hammarby IF, Stockholm
- 1941 Bengt Malmgren Hammarby IF, Stockholm
- 1942 Martin Lundin CK Uni, Uppsala
- 1943 Gunnar Jansson, (klass B) CK Meteor, Stockholm
- 1944 Erik Törnblom Västerås IK
- 1945 Harald Janemar Upsala CK
- 1946 Harry Jansson SK Fyrishof, Uppsala
- 1947 Ingvar Eriksson CK Wano, Varberg
- 1948 Sven "Svängis" Johansson Hammarby IF, Stockholm
- 1949 Yngve Lundh Bollnäs CK
- 1950 Ingvar Birgersson SK Fyrishof, Uppsala
- 1951 Sven "Svängis" Johansson CK Crescent, Stockholm
- 1952 Sven "Svängis" Johansson Örebro VK
- 1953 Allan Carlsson Norrköpings CK
- 1954 Arne Tevall CK Crescent, Stockholm
- 1955 Eluf Dalgaard, Danmark
- 1956 Lagtempo (Eluf Dalgaard,Hans Andresen och Jørgen Falkbøll, Danmark)
- 1957 Nils Körberg Västerås CK
- 1958 Owe Adamson Kumla CA
- 1959 Göte Sundell Upsala CK
- 1960 Rune Nilsson CK Wano, Varberg
- 1961 Owe Adamson Upsala CK
- 1962 Owe Adamson Upsala CK
- 1963 Göte Sundell Upsala CK
- 1964 Göran Wagman Albano CK, Stockholm
- 1965 Jupp Ripfel CK Falken, Stockholm
- 1966 Paul Munther Upsala CK
- 1967 Gösta Pettersson Vårgårda CK
- 1968 Bo Anderberg Brahelunds IK, Stockholm
- 1969 Jupp Ripfel CK Falken, Stockholm
- 1970 Sune Wennlöf CK Centrum, Örebro
- 1971 Roine Grönlund Falu CK
- 1972 Mats Mikiver. (klass B) CK Antilopen, Norrköping
- 1973 Lars Gustafsson Västerås IK
- 1974 Ronnie Carlsson Kumla CA
- 1975 Alf Segersäll Fagersta CA
- 1976 Svein Langholm Norge
- 1977 Bernt Scheeler Burseryds IF
- 1978 Thomas Eriksson Örebrocyklisterna
- 1979 Sixten Wackström Akilles, Finland
- 1980 Per Christiansson IK Vinco, Ystad
- 1981 Per Christiansson IK Vinco, Ystad
- 1982 Juha Narkiniemi Upsala CK
- 1983 Bengt Asplund Kumla CA
- 1984 Håkan Larsson Södertälje CK
- 1985 Anders Johansson Tranemo IF
- 1986 Roul Fahlin Örebrocyklisterna
- 1987 Magnus Knutsson Nordbanken CK
- 1988 Klas Johansson CK Master
- 1989 Peter Pegestam Nordbanken CK
- 1990 Hans Kindberg Tefteå IF
- 1991 Magnus Knutsson Nordbanken CK
- 1992 Johan Fredriksson CK Falken, Stockholm
- 1993 Klas Johansson CK Ceres
- 1994 Patrick Serra Team Mälarenergi
- 1995 Vegard Överås–Lied, Norge
- 1996 Vegard Överås–Lied, Norge
- 1997 Kristoffer Johansen Tranemo IF
- 1998 Miarcin Sapa, Polen
- 1999 Göran Edström Gimonäs
- 2000 Stefan Adamsson Team Crescent
- 2001 Magnus Lömäng Falu CK
- 2002 Tobias Lergård Team Crescent
- 2003 Fredrik Ericsson Upsala CK
- 2004 Lucas Persson Team Mälarenergi
- 2005 Lucas Persson Team Mälarenergi
- 2006 Lucas Persson Team Mälarenergi
- 2007 Mattias Westling Team Cykelcity
- 2008 Morten Høberg Team Løgstør Cycling for Health, Danmark
- 2009 Jonas Aaen Jørgensen Team Capinordic, Danmark
- 2010 Philip Nielsen Team Capinordic, Danmark
- 2011 Andzs Flaksis Rietumu-Delfin, Lettland
- 2012 Jonas Ahlstrand Team Cykelcity
- 2013 Alexander Gingsjö Team People4you - Unaas Cycling
- 2014 Jonas Aaen Jørgensen Riwal Cycling Team, Danmark
- 2015 Nicolai Brøchner Riwal Platform Cycling Team, Danmark
- 2016 Syver Wærsted Team Ringerike Kraft, Norge
- 2017 Nicolai Brøchner Riwal Platform Cycling Team, Danmark
- 2018 Trond Trondsen Team Coop, Norge
- 2019 Rasmus Bøgh Wallin, Riwal Readynez Cycling Team, Danmark
- 2022 Rasmus Bøgh Wallin 	Restaurant Suri–Carl Ras, Danmark